# ولوو سی۷۰
ولوو سی۷۰ (Volvo C۷۰) خودرویی است که از سال ۱۹۹۷ تاکنون توسط شرکت ولوو در سوئد، جاکارتا و اندونزی تولید شده‌است. طراحی آن خودروهای موتور جلو-محور جلو بوده است.

## نگارخانه

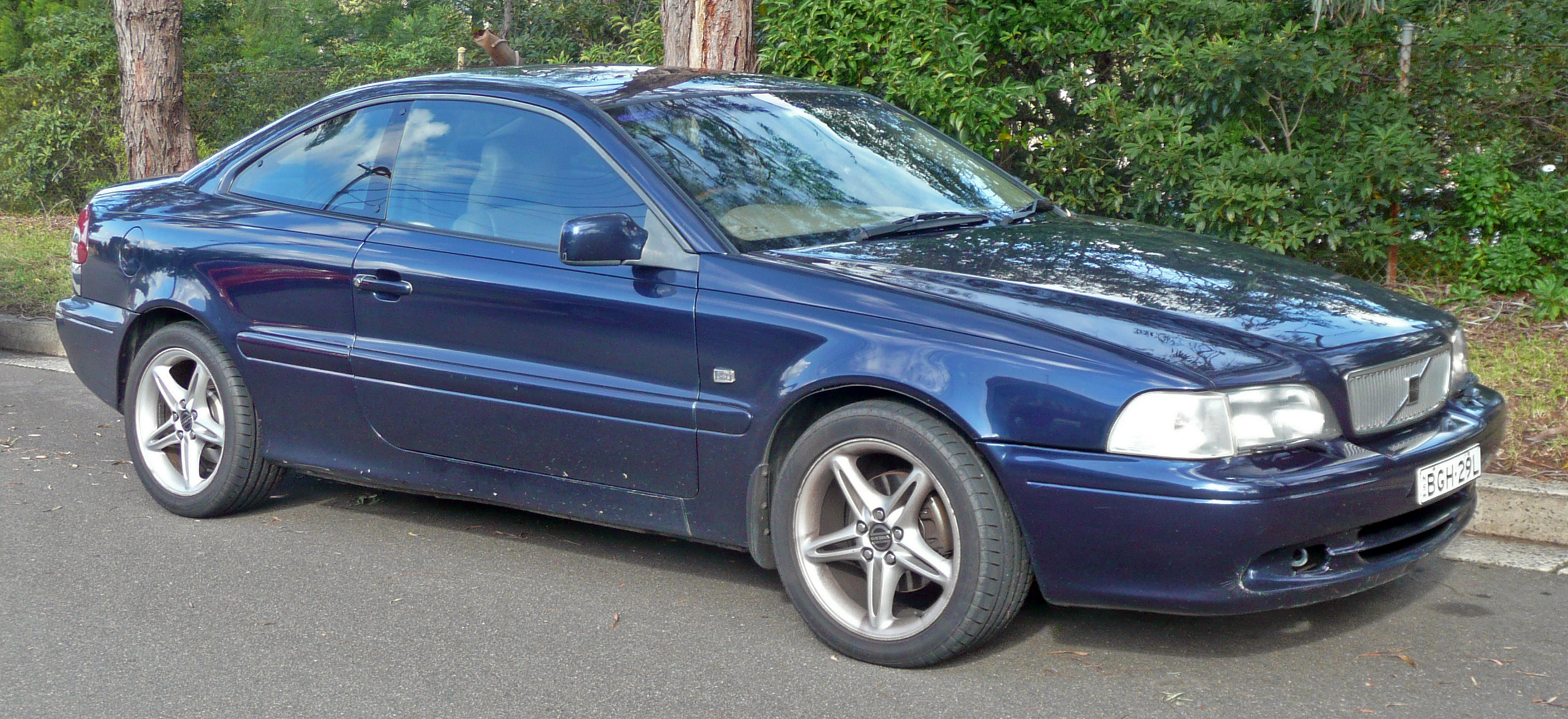
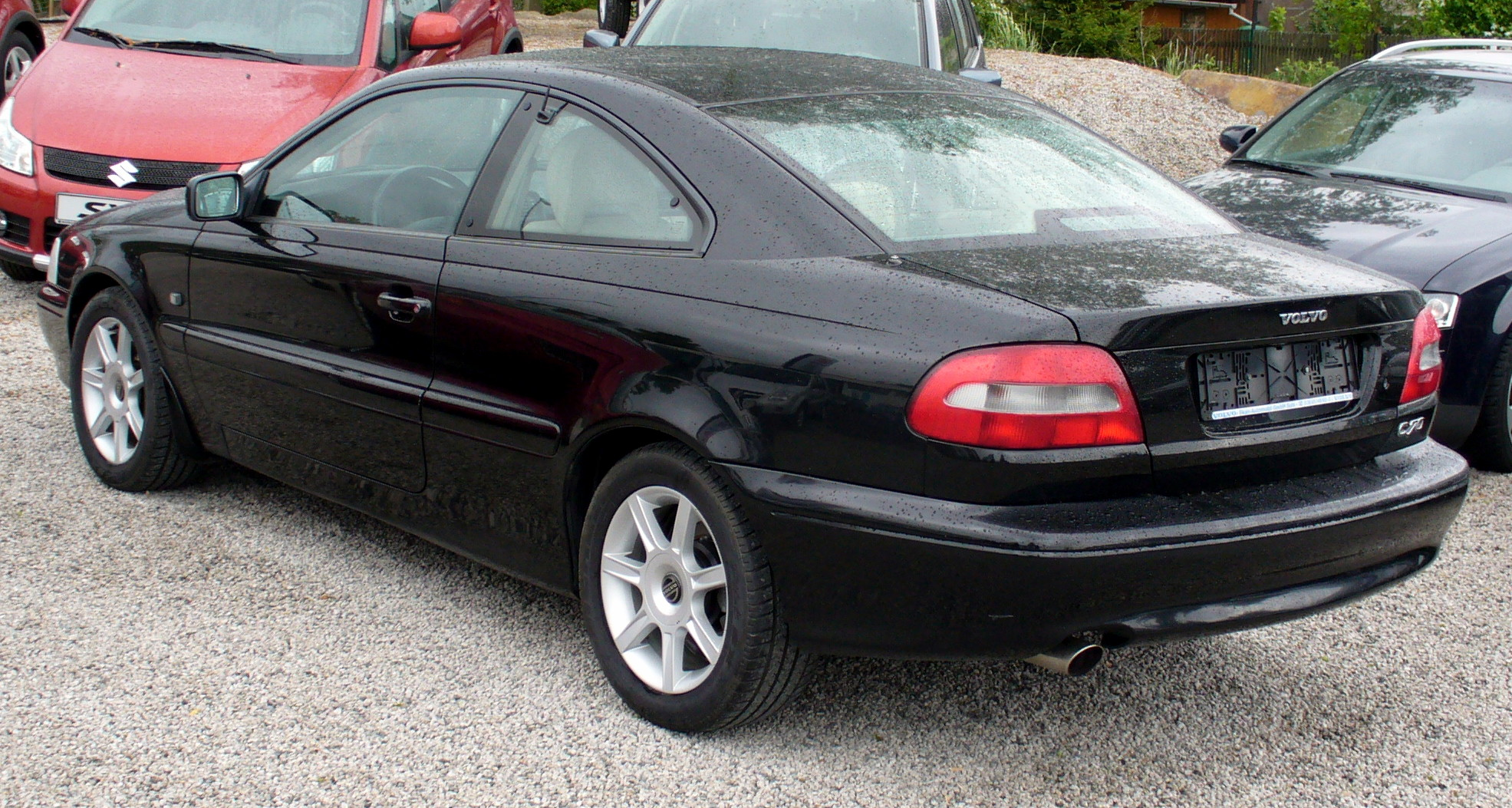